# エステル・フェルヘール
エステル・フェルヘール（オランダ語：Esther Vergeer, 1981年7月18日 - ）は、オランダ・ユトレヒト州ウルデン出身の車いすテニス選手で、シドニーパラリンピック、アテネパラリンピック、北京パラリンピックの車いすテニス女子シングルス金メダリスト。エスター・ベルガー、エスター・バーガーの表記もある。

## 人物
女子車いすテニス界において圧倒的な強さを誇り、1999年4月6日より引退まで世界ランキング1位であり続けた。2003年1月30日のシドニーインターナショナル（ITF1）においてオーストラリアのダニエラ・ディトーロに敗れた のを最後に、以来、シングルスでの無敗記録を更新した。2007年には女子史上初のグランドスラムを達成した。身長178cm、右利き。
8歳のときに受けた手術がもとで下半身不随となり、リハビリテーションの一環としてシッティングバレーボールや車いすバスケットボールなどとともに車いすテニスを知る。車いすバスケットボールではオランダのナショナルチームの一員として、1997年の欧州選手権で優勝している。
12歳で始めた車いすテニスでは1996年に最初に国際トーナメントに出場、競技に本格的に取り組み始めた1998年には、主要タイトルの1つである全米オープンに優勝した。2000年のシドニーパラリンピックでは女子シングルスとダブルスで金メダルを獲得した。
2002年、ローレウス・スポーツ賞を障害者アスリート部門で受賞した。 2004年のアテネパラリンピックでも、シドニー大会に続いて女子シングルスとダブルスの両方で金メダルを獲得、NEC車いすテニスマスターズでは1998年以来14連覇している。2008年には再びローレウス・スポーツ賞を受賞、開会式でオランダ選手団の旗手を務めた北京パラリンピック では、女子シングルスでパラリンピック3連覇を果たした。2000年から8年連続で国際テニス連盟（ITF）が選出するITF世界チャンピオンとなっている。
障害児に車いすテニスを教える財団を設立するなど社会奉仕活動にも取り組んでいる。

## 註
1. ↑  ITF Wheelchair Tennis (2003年1月30日). “Di Toro defeats World No. 1” (英語). 2008年9月9日閲覧。
2. ↑  International Paralympic Committee. “Sydney 2000 Paralympic Games: Wheelchair Tennis Women's Singles” (英語). 2008年9月9日閲覧。
3. ↑  International Paralympic Committee. “Sydney 2000 Paralympic Games: Wheelchair Tennis Women's Doubles” (英語). 2008年9月9日閲覧。
4. ↑  Laureus. “Winners Archive: Esther Vergeer” (英語). 2008年9月9日閲覧。
5. ↑  ITF Wheelchair Tennis (2008年9月6日). “Glittering opening ceremony for Beijing Paralympics” (英語). 2008年9月9日閲覧。
6. ↑  Lindsey Thoeng. “Human Rights: Esther Vergeer: a grand slam of hope” (英語). UN Works. 2008年9月9日閲覧。